# N596 (België)
De N596 is een gewestweg in België tussen Beaumont (N597) en de Franse grens bij Grandrieu waar de weg over gaat in de (D962). De weg heeft een lengte van ongeveer 5 kilometer.
De gehele weg bestaat uit twee rijstroken voor beide rijrichtingen samen.